# Liste de peintures de Victor Meirelles
Liste complète des tableaux de Victor Meirelles.
Victor Meirelles est un peintre brésilien (1832 - 1903), l'un des principaux représentants du genre de la peinture d'histoire de son pays. Il a joué un rôle important dans la formation académique des peintres de ce genre au Brésil.

## Liste des tableaux et dessins préparatoires
| Image | Titre                                                                              | Année     | Technique                    | Collection                              |
| ----- | ---------------------------------------------------------------------------------- | --------- | ---------------------------- | --------------------------------------- |
|       | O Barão de Porto Alegre liderando as tropas em Curuzu (pt)                         | 1870      |                              |                                         |
|       | Abolição da Escravatura (pt)                                                       | 1888      | huile sur toile              | Itaú Cultural                           |
|       | Combat naval de Riachuelo                                                          | 1882 1883 | huile sur toile              | Musée historique national               |
|       | Estrada para os Guararapes                                                         |           | aquarelle                    | Musée historique national               |
|       | Passagem de Humaitá (1)                                                            | 1870      | huile sur toile              | Musée historique national               |
|       | Cabeça de guerreiro holandês (étude)                                               | 1870      | huile sur toile              | Musée historique national               |
|       | Passagem de Humaitá                                                                | 1872      | huile sur toile              | Musée historique national               |
|       | Batalha dos Guararapes                                                             | 1875-1879 | huile sur toile              | Musée national des Beaux-Arts du Brésil |
|       | São João Batista no Cárcere (pt)                                                   | 1852      | huile sur toile              | Musée national des Beaux-Arts du Brésil |
|       | Primeira Missa no Brasil                                                           | 1860      | huile sur toile              | Musée national des Beaux-Arts du Brésil |
|       | Cabeça de homem                                                                    |           | huile sur toile              | Musée Victor Meirelles (pt)             |
|       | Cabeça de homem                                                                    |           | huile sur toile              | Musée Victor Meirelles (pt)             |
|       | Cabeça de mulher                                                                   |           | huile sur toile              | Musée Victor Meirelles (pt)             |
|       | Cabeça de velho                                                                    |           | huile sur toile              | Musée Victor Meirelles (pt)             |
|       | Estudo de cabeça de menina                                                         | 1856      | huile sur toile              | Musée Victor Meirelles (pt)             |
|       | Retrato de Senhora                                                                 | 1870      | huile sur toile              | Musée Victor Meirelles (pt)             |
|       | Uma Visão de Nossa Senhora do Desterro (pt)                                        | 1851 1847 | huile sur toile              | Musée Victor Meirelles (pt)             |
|       | Vista Parcial da Cidade de Nossa Senhora do Desterro                               | 1846      | gouache, graphite, aquarelle | Musée Victor Meirelles (pt)             |
|       | Vista Parcial da Cidade de Nossa Senhora do Desterro                               | 1846      | aquarelle                    | Musée Victor Meirelles (pt)             |
|       | A morta                                                                            |           |                              | Musée Victor Meirelles (pt)             |
|       | Brasil (estudo de embarcação)                                                      |           |                              | Musée Victor Meirelles (pt)             |
|       | Cabeça de homem                                                                    |           |                              | Musée Victor Meirelles (pt)             |
|       | Cristo sobre as ondas                                                              |           |                              | Musée Victor Meirelles (pt)             |
|       | Degolação de São João Batista                                                      | 1855      | huile sur toile              | Musée Victor Meirelles (pt)             |
|       | Esboceto para "Batalha dos Guararapes"                                             | 1876      |                              | Musée Victor Meirelles (pt)             |
|       | Esboço de paisagem para "Passagem do Humaitá"                                      | 1870      | huile sur toile              | Musée Victor Meirelles (pt)             |
|       | Esboço para "Batalha dos Guararapes"                                               | 1876      | crayon sur papier            | Musée Victor Meirelles (pt)             |
|       | Estudo de detalhe de embarcação                                                    |           |                              | Musée Victor Meirelles (pt)             |
|       | Estudo de embarcação                                                               |           |                              | Musée Victor Meirelles (pt)             |
|       | Estudo de Mastros de embarcação                                                    |           |                              | Musée Victor Meirelles (pt)             |
|       | Estudo de paisagem                                                                 |           | crayon sur papier            | Musée Victor Meirelles (pt)             |
|       | Estudo de Panejamento                                                              | 1856      | crayon sur papier            | Musée Victor Meirelles (pt)             |
|       | Estudo de proa de embarcação                                                       |           |                              | Musée Victor Meirelles (pt)             |
|       | Estudo de proa de embarcação                                                       |           |                              | Musée Victor Meirelles (pt)             |
|       | Estudo de traje                                                                    | 1854      | aquarelle sur papier         | Musée Victor Meirelles (pt)             |
|       | Estudo dos tipos populares                                                         | 1855      | crayon sur papier            | Musée Victor Meirelles (pt)             |
|       | Estudo para "Batalha dos Guararapes"                                               | 1876      | crayon sur papier            | Musée Victor Meirelles (pt)             |
|       | Estudo para "Batalha dos Guararapes" (Felipe Camarão)                              | 1876      | huile sur toile              | Musée Victor Meirelles (pt)             |
|       | Estudo para "Batalha dos Guararapes" (guerreiro holandês caído)                    | 1876      |                              | Musée Victor Meirelles (pt)             |
|       | Estudo para "Batalha Naval do Riachuelo" (étude pour le Combat naval de Riachuelo) | 1872      |                              | Musée Victor Meirelles (pt)             |
|       | Estudo para "Casamento da Princesa Isabel"                                         | 1864      |                              | Musée Victor Meirelles (pt)             |
|       | Estudo para "Invocação à Virgem"                                                   | 1898      | huile sur carton             | Musée Victor Meirelles (pt)             |
|       | Estudo para "Passagem do Humaitá"                                                  | 1850      | huile sur bois               | Musée Victor Meirelles (pt)             |
|       | Estudo para "Primeira Missa no Brasil"                                             | 1860      | crayon sur papier            | Musée Victor Meirelles (pt)             |
|       | Estudo para "Primeira missa no Brasil" (mãos)                                      | 1860      | crayon sur papier            | Musée Victor Meirelles (pt)             |
|       | Estudo para retrato                                                                |           | crayon sur papier            | Musée Victor Meirelles (pt)             |
|       | Le Radeau de la Meduse (O Naufrágio da Medusa)                                     | 1858      | huile sur papier             | Musée Victor Meirelles (pt)             |
|       | Magé (estudo de embarcação)                                                        |           |                              | Musée Victor Meirelles (pt)             |
|       | Mulheres suliotas                                                                  | 1857      | huile sur toile              | Musée Victor Meirelles (pt)             |
|       | Niterói (estudo de proa de embarcação)                                             |           |                              | Musée Victor Meirelles (pt)             |
|       | Vapor Amazonas (estudo de proa de embarcação)                                      |           |                              | Musée Victor Meirelles (pt)             |
|       | Vista de Ronciglione                                                               | 1855      | crayon sur papier            | Musée Victor Meirelles (pt)             |
|       | Vista parcial da cidade de Nossa Senhora do Desterro                               | 1849      | aquarelle sur papier         | Musée Victor Meirelles (pt)             |
|       | Estudo de embarcação 2                                                             |           |                              | Musée Victor Meirelles (pt)             |
|       | Estudo de embarcação 3                                                             |           |                              | Musée Victor Meirelles (pt)             |
|       | Estudo de Panejamento 2                                                            | 1856      | crayon sur papier            | Musée Victor Meirelles (pt)             |
|       | Estudo de Panejamento 3                                                            | 1856      |                              | Musée Victor Meirelles (pt)             |
|       | Estudo de Panejamento 7                                                            | 1856      | huile sur papier             | Musée Victor Meirelles (pt)             |
|       | Estudo de Panejamento 8                                                            | 1856      | aquarelle sur papier         | Musée Victor Meirelles (pt)             |
|       | Estudo de Panejamento 9                                                            | 1856      | huile sur papier             | Musée Victor Meirelles (pt)             |
|       | Estudo de Panejamento 10                                                           | 1856      | aquarelle                    | Musée Victor Meirelles (pt)             |
|       | Estudo de Panejamento 11                                                           | 1856      | aquarelle sur papier         | Musée Victor Meirelles (pt)             |
|       | Estudo de Panejamento 12                                                           | 1856      | aquarelle sur papier         | Musée Victor Meirelles (pt)             |
|       | Estudo de Panejamento 13                                                           | 1856      | huile sur papier             | Musée Victor Meirelles (pt)             |
|       | Estudo de Panejamento 14                                                           | 1856      | aquarelle sur papier         | Musée Victor Meirelles (pt)             |
|       | Estudo de Panejamento 15                                                           | 1856      | aquarelle sur papier         | Musée Victor Meirelles (pt)             |
|       | Estudo de Panejamento 16                                                           | 1856      | aquarelle sur papier         | Musée Victor Meirelles (pt)             |
|       | Estudo de Panejamento 17                                                           | 1856      | aquarelle sur papier         | Musée Victor Meirelles (pt)             |
|       | Estudo de Panejamento 18                                                           | 1856      | aquarelle sur papier         | Musée Victor Meirelles (pt)             |
|       | Estudo de Panejamento 19                                                           | 1856      | aquarelle sur papier         | Musée Victor Meirelles (pt)             |
|       | Estudo de Panejamento 20                                                           | 1856      | huile sur papier             | Musée Victor Meirelles (pt)             |
|       | Estudo de Panejamento 21                                                           | 1856      | aquarelle sur papier         | Musée Victor Meirelles (pt)             |
|       | Estudo de Panejamento 22                                                           | 1856      | aquarelle sur papier         | Musée Victor Meirelles (pt)             |
|       | Estudo de Panejamento 23                                                           | 1856      | aquarelle sur papier         | Musée Victor Meirelles (pt)             |
|       | Estudo de Panejamento 24                                                           | 1856      | huile sur carton             | Musée Victor Meirelles (pt)             |
|       | Estudo de Panejamento 25                                                           | 1856      | aquarelle sur papier         | Musée Victor Meirelles (pt)             |
|       | Estudo para "Batalha dos Guararapes" 2                                             | 1879      | crayon sur papier            | Musée Victor Meirelles (pt)             |
|       | Estudo para "Batalha dos Guararapes" 3                                             | 1876      | crayon sur papier            | Musée Victor Meirelles (pt)             |
|       | Estudo para "Batalha dos Guararapes" 4                                             | 1876      | craie de cire sur papier     | Musée Victor Meirelles (pt)             |
|       | Estudo para "Batalha dos Guararapes" 5                                             | 1876      | crayon sur papier            | Musée Victor Meirelles (pt)             |
|       | Estudo para "Passagem do Humaitá" 8                                                |           |                              | Musée Victor Meirelles (pt)             |
|       | Estudo para retrato 11                                                             |           | crayon sur papier            | Musée Victor Meirelles (pt)             |
|       | (Sans titre 5)                                                                     | 1852      | craie de cire sur papier     | Musée Victor Meirelles (pt)             |
|       | (Sans titre 8)                                                                     | 1856      |                              | Musée Victor Meirelles (pt)             |
|       | Estudo para retrato                                                                |           | crayon sur papier            | Musée Victor Meirelles (pt)             |
|       | Estudo para "Primeira Missa no Brasil"                                             | 1850      | huile sur papier             | Musée Victor Meirelles (pt)             |
|       | Cabeça de velho                                                                    | 1865      | huile sur carton             | Musée Victor Meirelles (pt)             |
|       | Estudo para "Combate Naval do Riachuelo" (étude pour le Combat naval de Riachuelo) | 1871      | crayon sur papier            | Musée Victor Meirelles (pt)             |
|       | Estudo de traje italiano                                                           | 1854      | aquarelle sur papier         | Musée Victor Meirelles (pt)             |
|       | Estudo para "Batalha dos Guararapes"                                               | 1874      | huile sur toile              | Musée Victor Meirelles (pt)             |
|       | Moema                                                                              | 1866      | huile sur toile              | Musée d'art de São Paulo                |
|       | O Dr. José Maria Chaves                                                            | 1873      | huile sur toile              | Musée d'art de São Paulo                |
|       | Dom Pedro II (pt)                                                                  | 1864      | huile sur toile              | Musée d'art de São Paulo                |
|       | Dona Tereza Cristina (pt)                                                          | 1864      | huile sur toile              | Musée d'art de São Paulo                |
|       | Passagem do Humaitá (pt)                                                           | 1886      | gouache                      | Pinacothèque de l'État de São Paulo     |